# Célula de Schwann
Las células de Schwann o bien neurolemocitos (TA: Gliocytus periphericus) son células gliales que se encuentran en el sistema nervioso periférico que acompañan a las neuronas durante su crecimiento y desarrollo de su función. Recubren a las prolongaciones (axones) de las neuronas formándoles o no una vaina aislante de mielina. A diferencia de los oligodendrocitos, que se encuentran en el sistema nervioso central y cubren con prolongaciones citoplasmáticas, los neurolemocitos recubren completamente los axones con su propio soma y tienen origen embrionario en las células de la cresta neural.

## Estructura

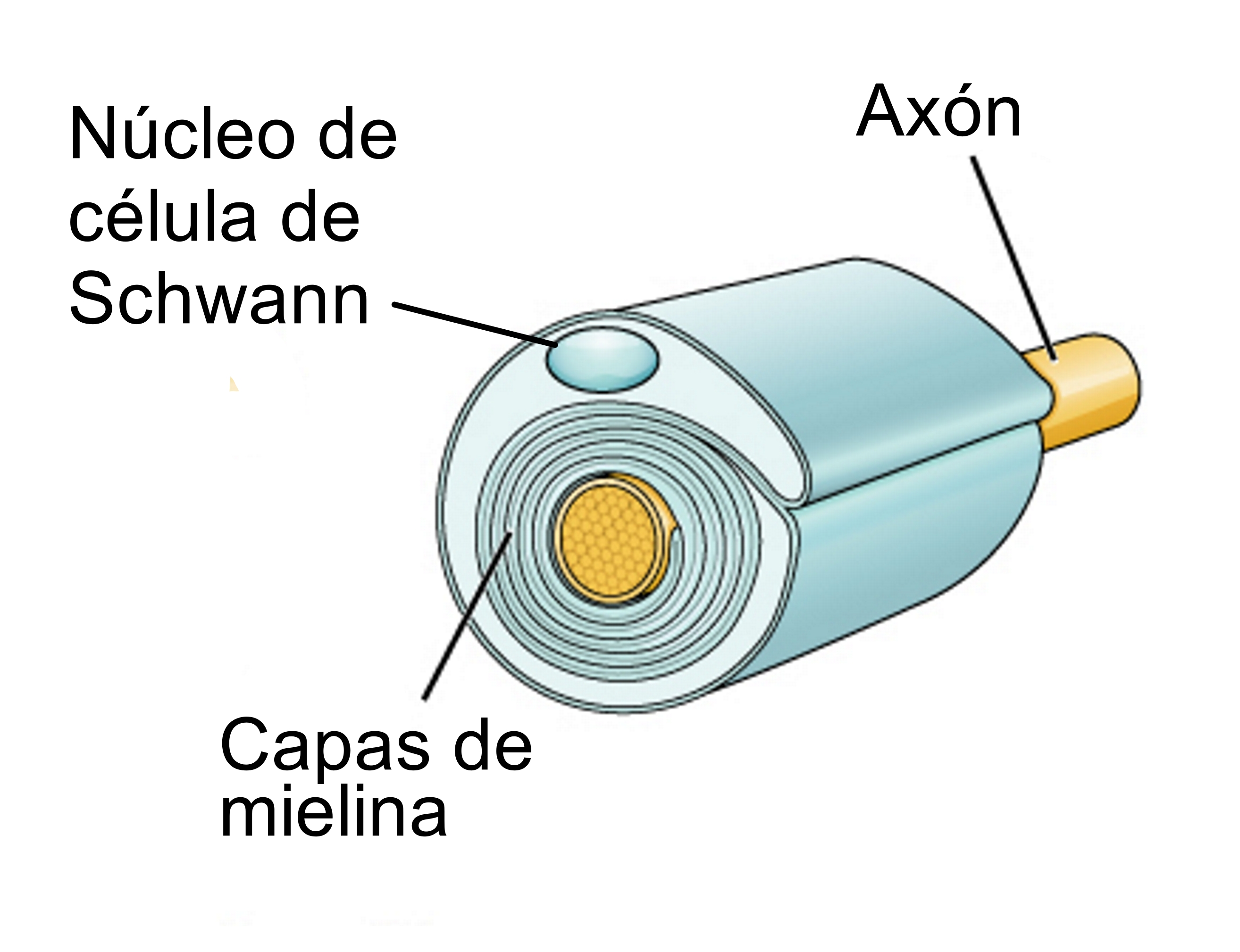
Una célula de Schwann que rodea a un axón de gran calibre de una neurona del sistema nervioso períférico, conforma la vaina de mielina.

Según el diámetro del axón del sistema nervioso periférico, la célula de Schwann desarrolla una función diferente:
- Los axones nerviosos de pequeño diámetro están embutidos en las células de Schwann que en este caso son amielínicas (que no contienen mielina) y pueden alojarse en varios axones. Aportan un soporte físico a las fibras y las aíslan eléctricamente.[1]

- Los axones de mayor calibre son envueltos por células de Schwann mielínicas, es decir que sí poseen mielina. A lo largo de los axones, en su envoltura mielínica se producen bandas circulares sin mielina, lo cual parece coincidir con el límite entre las células de Schwann. Estas bandas sin mielina se llaman nodos de Ranvier. La mielina se compone de capas concéntricas de la membrana citoplasmática de las células de Schwann que rodean de manera espiral al axón de la neurona.[2] A diferencia del sistema nervioso central puede encontrarse una lámina basal cubriendo el Nódo de Ranvier que es generada por otras células de Schwann.

Además, las células de Schwann pueden encontrarse en los terminales axónicos y los botones sinápticos de las uniones neuromusculares, donde aportan un soporte fisiológico para el mantenimiento de la homeostásis iónica de la sinapsis.

## Función
Las células de Schwann funcionan como aislante eléctrico, mediante la mielina. Este aislante, que envuelve al axón, provoca que la señal eléctrica lo recorra sin perder la intensidad, facilitando que se produzca la denominada conducción saltatoria.
Las células de Schwann también ayudan a guiar el crecimiento de los axones y en la regeneración de las lesiones (neurapraxia y axonotmesis, pero no en la neurotmesis) de los axones periféricos.

## Patologías
El sistema nervioso de organismos vertebrados dependen de la vaina de mielina como método para disminuir la capacitancia en el axón permitiendo un impulso nervioso más acelerado sin tener que incrementar en su diámetro. La pérdida o desmielinización de la neurona produce enfermedades que afectan al Sistema Nervioso Central, como la esclerosis múltiple.